# Liste des opérateurs de réseau mobile aux États-Unis
 (mars 2019).
Ceci est une liste des opérateurs de réseau mobile aux États-Unis.

## Liste des opérateurs
Fin 2016, les opérateurs de réseau mobile virtuel (MVNO) servaient près de 36 millions de clients.
| Société                           | Host network                                                                        | GSM | LTE | CDMA | UMTS | BYOD | Données illimitées | Plan Tablette | Appel iOS Wi-Fi | Hotspot personnel                            | Notes |
| --------------------------------- | ----------------------------------------------------------------------------------- | --- | --- | ---- | ---- | ---- | ------------------ | ------------- | --------------- | -------------------------------------------- | --- |
| Affinity Cellular                 | Verizon                                                                             |     | Oui | Oui  |      | Non  | Oui                |               |                 |                                              | |
| AirVoice Wireless                 | AT&T                                                                                |     | Oui |      | Oui  | Oui  | Non                |               |                 |                                              | |
| AF Mobile                         | Verizon                                                                             |     | Oui | Oui  |      | Oui  | Oui                |               |                 |                                              | Connu précédemment Armed Forces Wireless. |
| Altice Mobile (ou Optimum Mobile) | T-Mobile                                                                            | Oui | Oui |      | Oui  | Oui  |                    |               |                 | Détenu par Altice USA                        | |
| Best Cellular                     | AT&T, T-Mobile, Verizon                                                             | Oui | Oui | Oui  | Oui  | Oui  | Non                |               |                 |                                              | Connu précédemment Boss Cellular |
| Black Wireless                    | AT&T                                                                                |     | Oui |      | Oui  | Oui  | Oui                |               |                 |                                              | |
| Boom Mobile                       | AT&T, T-Mobile, Verizon                                                             | Oui | Oui | Oui  | Oui  | Oui  | Oui                |               |                 |                                              | AT&T |
| Boost Mobile                      | T-Mobile                                                                            |     | Oui | Oui  |      | Oui  | Oui                |               |                 |                                              | Détenu par Sprint Corporation |
| campusSIMs                        | AT&T, T-Mobile                                                                      | Oui | Oui |      | Oui  | Oui  | Oui                |               |                 |                                              | Service through Mint SIM. |
| CellNUVO                          | AT&T, Sprint, T-Mobile, Verizon                                                     | Oui | Oui | Oui  | Oui  | Oui  | Oui                |               |                 |                                              | |
| Cellular Abroad                   | AT&T                                                                                |     | Oui |      | Oui  | Oui  | Non                |               |                 |                                              | |
| Chit Chat Mobile                  | T-Mobile                                                                            |     | Oui | Oui  |      | Oui  | Non                |               |                 |                                              | |
| Community Phone                   | T-Mobile                                                                            |     | Oui | Oui  |      | Oui  | Non                | Oui           | Oui             |                                              | |
| Consumer Cellular                 | AT&T, T-Mobile                                                                      | Oui | Oui |      | Oui  | Oui  | Non                | Oui           | Oui             |                                              | |
| Credo Mobile                      | Verizon                                                                             |     | Oui | Oui  |      | Non  | Oui                | Oui           |                 |                                              | Switched from Sprint to Verizon MVNO 08/16 |
| Cricket Wireless                  | AT&T                                                                                | Oui | Oui |      | Oui  | Oui  | Oui                | Non           | Oui             | Oui                                          | Détenu par AT&T Mobility |
| China Telecom Americas (CTExcel)  | T-Mobile                                                                            | Oui | Oui |      | Oui  | Oui  | Oui                |               |                 |                                              | Détenu par China Telecom |
| China Unicom Americas (CUniq)     | T-Mobile                                                                            | Oui | Oui |      | Oui  | Oui  | Oui                |               |                 |                                              | |
| DataPass                          | T-Mobile, Verizon                                                                   | Oui | Oui | Oui  | Oui  | Oui  | Oui                | Oui           |                 | Oui                                          | |
| EasyGO Wireless                   | AT&T                                                                                |     | Oui |      | Oui  | Oui  | Non                |               |                 |                                              | |
| EcoMobile                         | T-Mobile, Verizon                                                                   | Oui | Oui | Oui  | Oui  | Oui  | Oui                |               |                 |                                              | |
| enTouch Wireless                  | Verizon                                                                             |     | Oui | Oui  |      | Oui  | Oui                |               |                 |                                              | Connu précédemment Boomerang Wireless. |
| Expo Mobile                       | T-Mobile,Verizon                                                                    |     | Oui | Oui  |      | Oui  | Non                |               |                 |                                              | |
| Flash Wireless                    | T-Mobile, Verizon                                                                   |     | Oui | Oui  | Oui  | Oui  | Oui                |               |                 |                                              | |
| FreedomPop                        | AT&T, T-Mobile                                                                      | Oui | Oui | Oui  |      | Oui  | Oui                |               |                 |                                              | Voice is VoIP by default, "Premium Voice" add-on for CDMA calling |
| FreeUP Mobile                     | AT&T                                                                                | Oui | Oui |      | Oui  | Oui  | Oui                |               |                 |                                              | Offers Free Plan based on Rewards App |
| good2GO Mobile                    | AT&T, T-Mobile                                                                      |     | Oui | Oui  | Oui  | Oui  | Non                |               |                 |                                              | |
| Google Fi                         | T-Mobile, Three, U.S. Cellular                                                      | Oui | Oui | Oui  | Oui  | Oui  | Oui                |               |                 |                                              | Combines all listed networks together. Uses price capping to allow for an unlimited plan. |
| GoSmart Mobile                    | T-Mobile                                                                            | Oui | Oui |      | Oui  | Oui  | Oui                |               |                 |                                              | Détenu par TracFone Wireless. Acquired from T-Mobile. Speeds only at 3G speeds |
| GreatCall                         | Verizon                                                                             |     | Oui | Oui  |      | Non  | Non                |               |                 |                                              | |
| Hayai Mobile                      | AT&T, T-Mobile                                                                      |     | Oui |      | Oui  | Oui  | Oui                |               |                 |                                              | |
| H2O Wireless                      | AT&T                                                                                | Oui | Oui | Non  | Oui  | Oui  | Oui                |               | Non             | Non                                          | H2O wireless is Détenu par Locus telecommunications,a subsidiary of KDDI America. |
| KDDI Mobile                       | AT&T                                                                                |     | Oui |      | Oui  | Oui  | Oui                |               |                 |                                              | Locus' parent company is KDDI America. |
| Jolt Mobile                       | AT&T                                                                                |     | Oui |      | Oui  | Oui  | Non                |               |                 |                                              | |
| KidsConnect                       | T-Mobile                                                                            | Oui | Oui |      | Oui  | Non  | Non                |               |                 |                                              | |
| Kroger i-wireless                 | T-Mobile                                                                            |     | Oui | Oui  |      | Oui  | Oui                |               |                 |                                              | |
| Ladybug Wireless                  | AT&T, T-Mobile                                                                      | Oui | Oui | Oui  | Oui  | Oui  |                    |               |                 |                                              | |
| Liberty Wireless                  | T-Mobile                                                                            | Oui | Oui |      | Oui  | Oui  | Non                |               |                 |                                              | |
| LycaMobile                        | T-Mobile                                                                            | Oui | Oui |      | Oui  | Oui  | Oui                |               |                 |                                              | |
| Madstar Mobile                    | T-Mobile                                                                            |     | Oui | Oui  |      | Oui  | Oui                |               |                 |                                              | |
| Metro by T-Mobile                 | T-Mobile                                                                            | Oui | Oui |      | Oui  | Oui  | Oui                |               | Oui             | Oui                                          | Détenu par T-Mobile US |
| Mint Mobile                       | T-Mobile                                                                            | Oui | Oui |      | Oui  | Oui  | Oui                |               | Oui             | Oui                                          | Détenu par Ultra Mobile |
| Mobal                             | T-Mobile                                                                            | Oui | Oui |      | Oui  | Oui  | Oui                |               |                 |                                              | |
| NationPCS                         | T-Mobile                                                                            | Non | Oui | Oui  | Oui  | Oui  | Oui                |               | Non             | Non                                          | |
| Net10 Wireless                    | AT&T, Sprint, T-Mobile, Verizon, U.S. Cellular (only on PAY-AS-YOU-GO minute plans) | Oui | Oui | Oui  | Oui  | Oui  | Oui                |               |                 |                                              | Détenu par TracFone Wireless |
| NTT DoCoMo USA                    | T-Mobile                                                                            | Oui | Oui |      | Oui  | Non  | Non                |               |                 |                                              | |
| OTG Mobile                        | Sprint, Unlimited Talk & Text                                                       | Oui | Oui | Non  |      | Oui  | Oui                |               |                 |                                              | |
| OTR Mobile                        | AT&T, Unlimited Potable Wireless Internet                                           | Oui | Oui | Non  |      | Oui  | Oui                |               |                 |                                              | |
| Page Plus Cellular                | Verizon                                                                             |     | Oui | Oui  |      | Oui  | Oui                |               |                 |                                              | Détenu par TracFone Wireless |
| Patriot Mobile                    | T-Mobile                                                                            |     | Oui | Oui  |      | Oui  | Oui                |               |                 |                                              | |
| Pix Wireless                      | AT&T, Sprint, Verizon                                                               |     | Oui | Oui  | Oui  | Oui  | Oui                |               |                 |                                              | |
| Pond Mobile                       | Sprint, Beeline                                                                     | Oui | Oui | Oui  | Oui  | Oui  | Oui                | Oui           | Oui             | Oui                                          | |
| Proven Wireless                   | Sprint, T-Mobile, Verizon                                                           | Oui | Oui | Oui  | Oui  | Oui  | Non                |               |                 |                                              | |
| PULSE CELLULAR                    | T-Mobile, AT&T,Sprint, Verizon                                                      | Oui | Oui | Oui  | Oui  | Oui  | Oui                |               |                 | Oui. Tethering & Hotspot a standard feature. | |
| Pure TalkUSA                      | AT&T                                                                                |     | Oui |      | Oui  | Oui  | Non                |               |                 |                                              | |
| Puppy Wireless                    | Verizon, Sprint                                                                     |     | Oui | Oui  |      | Oui  | Non                |               |                 |                                              | |
| Q Link Wireless                   | T-Mobile                                                                            |     | Oui | Oui  |      | Oui  | Oui                |               |                 |                                              | |
| Ready Mobile                      | T-Mobile                                                                            |     | Oui | Oui  |      | Oui  | Non                |               |                 |                                              | |
| Red Pocket Mobile                 | AT&T, Sprint, T-Mobile, Verizon                                                     | Oui | Oui | Oui  | Oui  | Oui  | Oui                |               |                 |                                              | |
| Red Stick Wireless                | Sprint, T-Mobile, Verizon                                                           | Oui | Oui | Oui  | Oui  | Non  |                    |               |                 |                                              | |
| Republic Wireless                 | Sprint, T-Mobile                                                                    | Oui | Oui | Oui  | Oui  | Oui  | Non                |               | Non             | Non                                          | |
| Roam Mobility                     | T-Mobile                                                                            | Oui | Oui |      | Oui  | Oui  |                    |               |                 |                                              | |
| ROK Mobile                        | AT&T                                                                                |     | Oui | Oui  |      | Oui  | Oui                |               |                 |                                              | |
| RuraLTE                           | AT&T                                                                                | Oui | Oui |      | Oui  | Oui  | Oui                |               |                 |                                              | |
| Scratch Wireless                  | T-Mobile                                                                            |     | Oui | Oui  |      | Non  | Non                |               |                 |                                              | |
| SeaWolf Wireless                  | T-Mobile                                                                            | Oui | Oui | Oui  | Oui  | Oui  | Non                |               |                 |                                              | |
| Selectel Wireless                 | Verizon                                                                             |     | Oui | Oui  |      | Oui  | Non                |               |                 |                                              | |
| Simple Mobile                     | T-Mobile                                                                            | Oui | Oui |      | Oui  | Oui  | Oui                |               | Oui             |                                              | Détenu par TracFone Wireless |
| SkyView Wireless                  | AT&T                                                                                |     | Oui |      | Oui  | Oui  | Non                |               |                 |                                              | |
| Selectel Wireless                 | Verizon                                                                             |     | Oui | Oui  |      | Oui  | Non                |               |                 |                                              | |
| Spectrum Mobile                   | Verizon                                                                             | Non | Oui | Oui  | Oui  | Oui  | Oui                |               |                 |                                              | Détenu par Charter Communications Valable pour Spectrum Internet subscribers only. |
| Straight Talk                     | AT&T, Sprint, T-Mobile, Verizon                                                     | Oui | Oui | Oui  | Oui  | Oui  | Oui                |               | Oui             |                                              | Détenu par TracFone Wireless. |
| Stream Wireless                   | T-Mobile                                                                            |     | Oui | Oui  |      | Oui  | Non                | Oui           |                 |                                              | |
| Telcel América                    | T-Mobile                                                                            | Oui | Oui | Oui  | Oui  | Non  |                    |               |                 |                                              | Détenu par TracFone Wireless |
| Tello US                          | T-Mobile                                                                            |     | Oui | Oui  |      | Oui  | Oui                |               |                 |                                              | |
| Tempo Telecom                     | T-Mobile                                                                            | Oui | Oui | Oui  | Oui  | Non  | Non                |               |                 |                                              | |
| TextNow                           | T-Mobile                                                                            |     | Oui | Oui  |      | Oui  | Oui                |               |                 |                                              | |
| The People's Operator USA         | T-Mobile                                                                            |     | Oui | Oui  |      | Oui  | Non                |               |                 |                                              | |
| Ting                              | T-Mobile                                                                            | Oui | Oui | Oui  | Oui  | Oui  | Non                |               | Oui             | Oui                                          | Sprint track Talk & Text service roams to Verizon Network 250,000 Subscribers as of March 2017 Subscribers of RingPlus were automatically migrated to Ting on 02/21/2017 when RingPlus, an MVNO of Sprint, went out of business. |
| Total Wireless                    | Verizon                                                                             |     | Oui | Oui  |      | Oui  | Non                |               |                 |                                              | Détenu par TracFone Wireless. |
| TracFone                          | AT&T, T-Mobile, U.S. Cellular (feature phones only), Verizon                        | Oui | Oui | Oui  | Oui  | Oui  | Non                |               | Oui             |                                              | Détenu par TracFone Wireless |
| Twigby                            | T-Mobile                                                                            |     | Oui | Oui  |      | Oui  | Oui                |               |                 |                                              | Talk & Text also uses Verizon Network |
| Ultra Mobile                      | T-Mobile                                                                            | Oui | Oui |      | Oui  | Oui  | Oui                |               | Non             | Oui                                          | |
| Unreal Mobile                     | AT&T, Sprint                                                                        | Oui | Oui | Oui  |      | Oui  | Oui                |               |                 |                                              | Détenu par FreedomPop. Voice is VoIP for GSM calling. |
| US Mobile                         | T-Mobile, Verizon                                                                   | Oui | Oui |      | Oui  | Oui  | Oui                |               |                 | Oui                                          | |
| Value Wireless                    | T-Mobile                                                                            | Oui | Oui |      | Oui  | Oui  | Oui                |               |                 |                                              | |
| Virgin Mobile USA                 | T-Mobile                                                                            |     | Oui | Oui  |      | Oui  | Oui                |               |                 |                                              | Détenu par Sprint Corporation |
| Visible                           | Verizon                                                                             |     | Oui | Oui  |      | Oui  | Oui                |               |                 |                                              | Détenu par Verizon |
| Walmart Family Mobile             | T-Mobile                                                                            | Oui | Oui |      | Oui  | Oui  | Oui                |               | Oui             |                                              | Détenu par TracFone Wireless. Acquired from T-Mobile |
| Wing                              | AT&T, Sprint                                                                        | Oui | Oui | Oui  |      | Oui  | Oui                | Oui           | Oui             | Oui                                          | |
| Xfinity Mobile                    | Verizon                                                                             |     | Oui | Oui  |      | Non  | Oui                |               |                 |                                              | Détenu par Comcast Corporation Valable seulement pour les clients de Comcast |
| ZingPCS                           | AT&T, Sprint, T-Mobile, Verizon                                                     | Oui | Oui | Oui  | Oui  | Oui  | Oui                |               |                 |                                              | |
| ZIP SIM                           | T-Mobile                                                                            | Oui | Oui |      | Oui  | Oui  | Non                |               |                 |                                              | |

### Source
- (en) Cet article est partiellement ou en totalité issu de l’article de Wikipédia en anglais intitulé « List of United States mobile virtual network operators » (voir la liste des auteurs).